# Belfast (Maine)
Belfast ist eine City im Waldo County des Bundesstaates Maine in den Vereinigten Staaten. Im Jahr 2020 lebten dort 6938 Einwohner in 3750 Haushalten  auf einer Fläche von 99,38 km². Belfast ist die Shire Town des Waldo Countys.

## Geographie
Nach dem United States Census Bureau hat Belfast eine Gesamtfläche von 99,38 km², von der 88,16 km² Land sind und 11,21 km² aus Gewässern bestehen.

### Geographische Lage
Belfast liegt im Süden des Waldo Countys an der Mündung des Passagassawakeag Rivers in den Atlantischen Ozean. Der Upper Manson Pond und der südlich von diesem gelegene Lower Manson Pond liegen im Osten des Gebietes und das Belfast Reservoir Number Two sowie das Belfast Reservoir Number One im Südwesten. Die Oberfläche ist eben, ohne nennenswerte Erhebungen.

### Nachbargemeinden
Alle Entfernungen sind als Luftlinien zwischen den offiziellen Koordinaten der Orte aus der Volkszählung 2010 angegeben.
- Norden: Swanville, 10,2 km
- Osten: Searsport, 9,3 km
- Südostenen: Islesboro, 16,7 km
- Süden: Northport, 7,9 km
- Südwesten: Belmont, 8,0 km
- Westen: Morrill, 11,4 km
- Nordwesten: Waldo, 6,9 km

### Stadtgliederung
In Belfast gibt es mehrere Siedlungsgebiete: Belfast, Bryants Corner, City Point, Dog Island Corner, Hayford Corner, Head of the Tide, Holmes Mill, Poors Mill, Shermans Corner, Simpsons Corner und Waldo.

### Klima
Die mittlere Durchschnittstemperatur in Belfast liegt zwischen −6,1 °C (21 °F) im Januar und 20,6 °C (69 °F) im Juli. Damit ist der Ort gegenüber dem langjährigen Mittel der USA um etwa 9 Grad kühler. Die Schneefälle zwischen Oktober und Mai liegen mit bis zu zweieinhalb Metern mehr als doppelt so hoch wie die mittlere Schneehöhe in den USA; die tägliche Sonnenscheindauer liegt am unteren Rand des Wertespektrums der USA.

## Geschichte
Die Besiedlung durch europäische Siedler begann in Belfast im Frühling 1770. Schottisch-Irische Familien aus dem Gebiet von Londonderry, New Hampshire ließen sich zu dem Zeitpunkt nieder. Die Gründung der Town erfolgte am 19. Juni 1773. Benannt wurde Belfast nach der gleichnamigen Stadt Belfast in Nordirland. Eine Überlieferung besagt, dass der Name auf einen Münzwurf zurückgeht. Aus Angst vor britischen Angriffen verließen diese ersten Siedler die Gegend während der Amerikanischen Revolution. Doch sie kehrten in den 1780er Jahren zurück und errichteten einen Außenposten, der ein Marktzentrum wurde.
Bei einer Abstimmung über die Abspaltung von Massachusetts im Jahr 1807 stimmten die Bewohner von Belfast als eine von drei Küstengemeinden, die anderen waren Lincolnville und Bath für die Abspaltung. Sieben Jahre später, teilweise aufgrund des Versäumnisses von Massachusetts, Hilfe zu schicken, wurde Belfast während des Krieges von 1812 von den Briten besetzt.
In den darauf folgenden Jahrzehnten entwickelte sich Belfast, begünstigt durch das vorhandene Holz, zu einer Stätte des Schiffbaus. Mehrere hundert Segelboote aus Holz wurden durch die örtlichen Schiffbauer erbaut. Das führte dazu, dass im 19. Jahrhundert mehr als 30 % der männlichen Einwohner im Seehandel beschäftigt war.
Ein Teil von Belfast wurde im Jahr 1845 ausgegliedert und als eigenständige Town Searsport organisiert. Als City wurde Belfast am 3. April 1852 organisiert, als achte City von Maine.
Mit der Belfast and Moosehead Lake Railroad wurde Belfast 1870 durch die Bahnstrecke Burnham Junction–Belfast an das nordamerikanische Eisenbahnnetz angeschlossen.
Im Bereich Downtown Belfast wurden durch zwei große Brandereignisse in den Jahren 1865 und 1873 viele Häuser zerstört oder schwer beschädigt. Sie wurden von den ansässigen Kaufleuten durch Gebäude aus Ziegelsteinen ersetzt. Dadurch entstand ein Wohn- und Geschäftsviertel, der Belfast Historic District, der ins National Register of Historic Places eingetragen wurde.
Am 14. März 1925 wurde die erste internationale Radiosendung von London nach Belfast und über Searsmont nach New York City übertragen.
Im 20. Jahrhundert wandelte sich Belfast von einer Stadt des Schiffbaus und des Handels zu einer Arbeiterstadt. Hauptarbeitgeber wurde eine Schuhfabrik im Industriegebiet. In den 1950er Jahren wurden Verarbeitungsbetriebe für Geflügel, Sardinen und Kartoffeln erbaut. Belfast nannte sich zu der Zeit die Broiler-Hauptstadt der Welt.
Durch die Verlegung und den Bau des U.S. Highway 1 um das Siedlungsgebiet von Belfast herum blühte das Zentrum in den 1980er Jahren erneut auf. Die historischen Gebäude wurden restauriert und im Zentrum ließen sich kulturelle Einrichtungen nieder.

### Einwohnerentwicklung
| Volkszählungsergebnisse – Town of Belfast, Maine | Volkszählungsergebnisse – Town of Belfast, Maine | Volkszählungsergebnisse – Town of Belfast, Maine | Volkszählungsergebnisse – Town of Belfast, Maine | Volkszählungsergebnisse – Town of Belfast, Maine | Volkszählungsergebnisse – Town of Belfast, Maine | Volkszählungsergebnisse – Town of Belfast, Maine | Volkszählungsergebnisse – Town of Belfast, Maine | Volkszählungsergebnisse – Town of Belfast, Maine | Volkszählungsergebnisse – Town of Belfast, Maine | Volkszählungsergebnisse – Town of Belfast, Maine |
| Jahr                                             | 1700                                             | 1710                                             | 1720                                             | 1730                                             | 1740                                             | 1750                                             | 1760                                             | 1770                                             | 1780                                             | 1790                                             |
| ------------------------------------------------ | ------------------------------------------------ | ------------------------------------------------ | ------------------------------------------------ | ------------------------------------------------ | ------------------------------------------------ | ------------------------------------------------ | ------------------------------------------------ | ------------------------------------------------ | ------------------------------------------------ | ------------------------------------------------ |
| Einwohner                                        |                                                  |                                                  |                                                  |                                                  |                                                  |                                                  |                                                  |                                                  |                                                  | 245                                              |
| Jahr                                             | 1800                                             | 1810                                             | 1820                                             | 1830                                             | 1840                                             | 1850                                             | 1860                                             | 1870                                             | 1880                                             | 1890                                             |
| Einwohner                                        | 674                                              | 1274                                             | 2026                                             | 3077                                             | 4186                                             | 5051                                             | 5520                                             | 5278                                             | 5308                                             | 5294                                             |
| Jahr                                             | 1900                                             | 1910                                             | 1920                                             | 1930                                             | 1940                                             | 1950                                             | 1960                                             | 1970                                             | 1980                                             | 1990                                             |
| Einwohner                                        | 4615                                             | 4618                                             | 5083                                             | 4993                                             | 5540                                             | 5960                                             | 6140                                             | 5957                                             | 6243                                             | 6355                                             |
| Jahr                                             | 2000                                             | 2010                                             | 2020                                             | 2030                                             | 2040                                             | 2050                                             | 2060                                             | 2070                                             | 2080                                             | 2090                                             |
| Einwohner                                        | 6381                                             | 6668                                             | 6938                                             |                                                  |                                                  |                                                  |                                                  |                                                  |                                                  |                                                  |

## Kultur und Sehenswürdigkeiten

### Bauwerke
In Belfast wurden mehrere Bauwerke und Districte unter Denkmalschutz gestellt und ins National Register of Historic Places aufgenommen.
Districte
- Belfast Commercial Historic District, 1980 unter der Register-Nr. 80000257.[10]
- Belfast Historic District, 1986 unter der Register-Nr. 86002733.[11]
- Church Street Historic District, 1978 unter der Register-Nr. 78000331.[12]
- Primrose Hill Historic District, 1973 unter der Register-Nr. 73000150.[13]

Bauwerke
- First Church of Belfast, 1976 unter der Register-Nr. 76000115.[14]
- Hayford Block, 1977 unter der Register-Nr. 78000202.[15]
- Hezekiah Chase House, 1978 unter der Register-Nr. 77000087.[16]
- Masonic Temple, 1973 unter der Register-Nr. 73000246.[17]
- James P. White House, 1973 unter der Register-Nr. 73000245.[18]

## Wirtschaft und Infrastruktur

### Verkehr
Der U.S. Highway 1 verläuft entlang der Küstenlinie von Belfast. Den Passagassawakeag River, der im Zentrum von Belfast in den Atlantischen Ozean mündet, überwindet er mit einer Brücke.
Die Maine State Route 173, Maine State Route 3 und Maine State Route 52 münden aus nördlicher, westlicher und südlicher Richtung im Zentrum von Belfast auf den Highway.
Auf der Schiene war die Stadt bis 2008 über die Belfast and Moosehead Lake Railroad erreichbar.
In Belfast befindet sich der Belfast Municipal Airport.

### Öffentliche Einrichtungen
In Belfast gibt es mehrere medizinische Einrichtungen. Diese werden auch von den Bewohnern der umliegenden Gemeinden genutzt.
Die Belfast City Free Library geht auf die Belfast Library Society zurück, die im Jahr 1800 gegründet worden war. Zunächst wurden die ersten Bücher im Haus von Reverent Ebenezar Price gelagert, der zu den Gründungsmitgliedern der Library Society gehörte. Danach zogen sie in den Laden von James Nesmith um. Die Society wurde im Jahr 1815 aufgelöst. Eine zweite Initiative startete im Jahr 1824 mit 200 Büchern, sie wurde 1829 von Noyes P. Howes aufgelöst. Im Jahr 1880 schließlich sammelten Paul Hazeltine und Nathanial Wilson Geld für den Aufbau einer Bibliothek. Die Belfast Free Library wurde schließlich am 3. Februar 1887 gegründet.

### Bildung
Belfast gehört mit Belmont, Morrill, Searsmont und Swanville zur RSU #71.
Im Schulbezirk werden folgende Schulen angeboten:
- Ames Elementary School in Searsmont
- Gladys Weymouth Elementary School in Morrill
- Captain Albert Stevens Elementary School in Belfast
- East Belfast Elementary in Belfast
- Nickerson Elementary in Belfast
- Troy Howard Middle School in Belfast
- Belfast Area High School in Belfast

## Persönlichkeiten

### Söhne und Töchter der Stadt
- William G. Crosby (1805–1881), Politiker und Gouverneur von Maine
- Ephraim K. Smart (1813–1872), Politiker
- William Wilder (1855–1913), Politiker
- William V. Pratt (1869–1957), Admiral

### Persönlichkeiten, die vor Ort gewirkt haben
- Nathan Read (1759–1849), Politiker und Richter
- Abiel Wood (1772–1834), Politiker
- John Wilson (1777–1848), Politiker
- Joseph Green Cogswell (1786–1871), Bibliothekar, Bibliograph und innovativer Pädagoge
- James White (1792–1870), Politiker und Maine State Treasurer war
- Phineas Parkhurst Quimby (1802–1866), Quimby gilt als geistiger Vater der Neugeist-Bewegung
- Nehemiah Abbott (1804–1877), Politiker und Bürgermeister von Belfast
- William H. McLellan (1832–1912), Politiker und Anwalt
- Clyde R. Chapman (1889–1978), Politiker und Maine Attorney General
- Bern Porter (1911–2004), Physiker, Verleger und Schriftsteller
- George L. Siscoe (1937–2022), Physiker und emeritierter Professor für Weltraumphysik